# Gouvernement Émile Loubet
Troisième République
Gouvernement Charles de Freycinet IV Gouvernement Alexandre Ribot I
Le gouvernement Émile Loubet est le gouvernement de la Troisième République en France du 27 février 1892 au 28 novembre 1892. Émile Loubet conserve l'ossature du gouvernement précédent.

## Composition

### Ministres nommés le 27 février 1892
| Fonction | Fonction                           | Image | Nom          | Parti politique     |
| -------- | ---------------------------------- | ----- | ------------ | ------------------- |
|          | Président du Conseil des ministres |       | Émile Loubet | Gauche républicaine |

| Fonction | Fonction                                             | Image | Nom                  | Parti politique                                |
| -------- | ---------------------------------------------------- | ----- | -------------------- | ---------------------------------------------- |
|          | Ministre de l’Intérieur                              |       | Émile Loubet         | Gauche républicaine                            |
|          | Ministre de la Justice et des Cultes                 |       | Louis Ricard         | Union des gauches (Républicains progressistes) |
|          | Ministre des Affaires étrangères                     |       | Alexandre Ribot      | Union des gauches (Union libérale)             |
|          | Ministre des Finances                                |       | Maurice Rouvier      | Union des gauches (Union républicaine)         |
|          | Ministre de la Guerre                                |       | Charles de Freycinet | Gauche républicaine                            |
|          | Ministre de la Marine                                |       | Godefroy Cavaignac   | Union des gauches (Union démocratique)         |
|          | Ministre de l'Instruction publique, des Beaux-Arts   |       | Léon Bourgeois       | Gauche radicale                                |
|          | Ministre des Travaux publics                         |       | Jules Viette         | Gauche radicale                                |
|          | Ministre du Commerce, de l'Industrie et des Colonies |       | Jules Roche          | Union des gauches (Républicains progressistes) |
|          | Ministre de l'Agriculture                            |       | Jules Develle        | Union des gauches (Union républicaine)         |

### Remaniement du 9 mars 1892[2]
- Détachement du ministère des Colonies du ministère du Commerce, de l'Industrie et revient sous le ministère de la Marine.

| Fonction | Fonction                                                              | Image | Nom          | Parti politique                        |
| -------- | --------------------------------------------------------------------- | ----- | ------------ | -------------------------------------- |
|          | Sous-secrétaire d'État aux Colonies (auprès du ministre de la Marine) |       | Émile Jamais | Union des gauches (Union républicaine) |

### Remaniement du 12 juillet 1892
- 6 décembre 1892, après un vote de la Chambre des députés qui subordonnait au commandement de l'armée de terre, les forces navales existant au Dahomey, démission de Godefroy Cavaignac, ministre de la Marine.
- Le sous-secrétaire d'État aux Colonies se retire également. Il est nommé au même poste le 12 juillet.

| Fonction | Fonction              | Image | Nom             | Parti politique                                |
| -------- | --------------------- | ----- | --------------- | ---------------------------------------------- |
|          | Ministre de la Marine |       | Auguste Burdeau | Union des gauches (Républicains progressistes) |

## Politique menée
Le cabinet doit faire face à une première vague d'attentats anarchistes qui se conclut par l'exécution de Ravachol, puis à des conflits sociaux, notamment la grève des mineurs de Carmaux où Loubet envoie la troupe. Mais c'est l'affaire de Panama qui prend un tour politique avec les accusations de malversations à l'encontre de certains élus.

## Fin du gouvernement et passation des pouvoirs

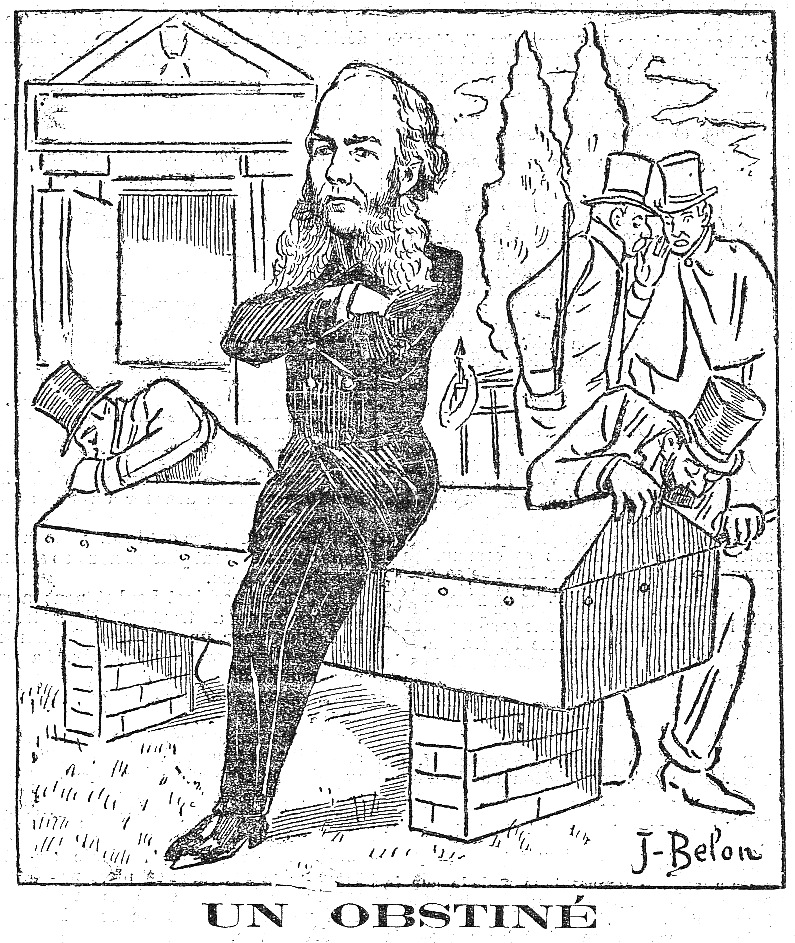
Le gouvernement Loubet, et notamment le ministre de la Justice Ricard, refusait d'autoriser l'autopsie du baron de Reinach. La Chambre lui a donné tort sur ce point, provoquant ainsi sa chute (caricature parue dans La Presse).

Le 28 novembre 1892, Émile Loubet qui a été mis en minorité sur l'affaire de Panama, présente la démission du Gouvernement au président de la République, Sadi Carnot.
Le 29 novembre 1892, Henri Brisson, alors chef de la commission sur l'affaire de Panama, est pressenti pour devenir le chef du gouvernement.
Le 3 décembre 1892, Carnot charge Jean Casimir-Perier sur la formation d'un nouveau gouvernement, mais échoue.
Le 5 décembre 1892, des rumeurs circulent que Jules Develle, ministre de l'Agriculture, deviendrait chef du gouvernement et de fausses listes du "gouvernement Develle" se dispersent dans les couloirs de l'Assemblée nationale.
Le 6 décembre 1892, Sadi Carnot nomme Alexandre Ribot à la composition du gouvernement et ce dernier parvient à le former le jour-même, laissant place à son premier cabinet.